# Chiesa di San Lorenzo in Noceto
La chiesa di San Lorenzo in Noceto è la parrocchiale dell'omonima frazione di Forlì.

## Storia
La chiesa ha origini molto antiche, tanto che, con il titolo di pieve potrebbe essere il più antico luogo di culto della zona a sud-ovest di Forlì. Tuttavia le prime notizie certe si hanno intorno al 1090-1100, quando la chiesa viene citata perché donata ai Benedettini di Fiumana dal vescovo Teodorico.
Nel 1371 il cardinale Anglico de Grimoard nella Descriptio provinciæ Romandiolæ cita Villa Sancti Laurentii come territorio di ventuno focolari, corrispondenti a circa un centinaio di persone. Non si sa bene di preciso a quando risalga la presenza di un noceto che resta nel toponimo, che tuttavia deve essere stato molto importante per il sistema produttivo della zona e probabilmente incentivato anche dai monaci della chiesa che a quel punto prende la denominazione che tuttora le appartiene.
Nel 1582 la struttura viene fortemente rimaneggiata e si susseguono nel tempo numerosi interventi di restauro, l'ultimo dei quali, negli anni '70 del Novecento, interviene in maniera molto decisa, decretando di fatto l'attuale aspetto esterno che comunque si rifà all'originale romanico. 

## Descrizione

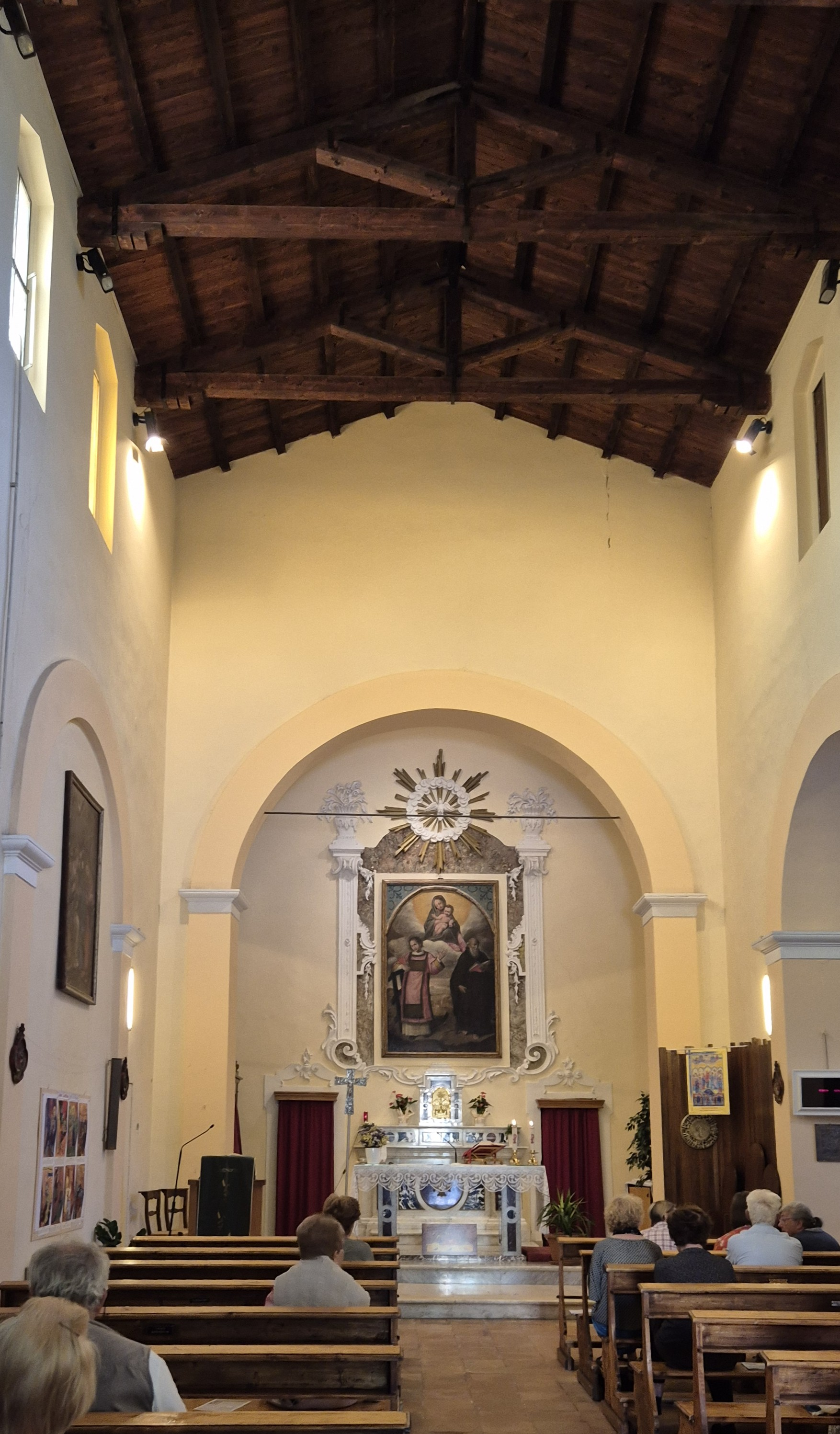
Interno

La facciata è realizzata a mattoni a vista con profilature in cemento che sottolineano la parte centrale nella struttura a salienti. Anche il portale presenta una profilatura che rappresenta un elemento rettilineo che contrasta con la forma ad arco a tutto sesto dell'apertura. Nella parte alta si trova una finestra il cui reticolo forma cinque croci stilizzate.
L'esterno a salienti potrebbe far pensare a una struttura a tre navate che invece non è corrispondente all'interno: la chiesa è infatti a navata unica e lo spazio corrispondente alle ali laterali dei salienti esterni è in realtà occupato da altri ambienti di cui quelli a sinistra non comunicanti con la chiesa, quelli a destra raggiungibili mediante un ampio arco che riprende quello del presbiterio.
Pregevoli e degni di nota sono l'antico soffitto a capriate lignee e la tela appesa a sinistra del presbiterio, di scuola cignanea, raffigurante l'Annunciazione.
L'area sacra, priva di abside tondeggiante o poligonale, presenta una sporgenza oltre l'arco a tutto sesto dove vengono contenute decorazioni in stile barocco sobrio di colore bianco in contrasto con l'intonaco giallo del fondo. Le decorazioni racchiudono una pala d'altare con la Madonna e il Bambino e due santi (nella parte centrale) e due porte (in basso).